# Championnats de France de triathlon longue distance
Les championnats de France de triathlon longue distance  sont une compétition annuelle décernant les titres individuels masculin et féminin de champion de France sur la distance L. Ils sont organisés par la Fédération française de triathlon (FFTri). Au cours de leur histoire, les formats (distances) des courses ont changé à plusieurs reprises, avant d'être adoptés dans leur forme actuelle depuis 2012.

## Historique

### Constitution d'un circuit à l'échelle nationale (1986-1989)
La première édition du championnat de France de triathlon longue distance a lieu en 1986, sous la direction de l'ancêtre de la FFTri, le CONADET, qui en a gardé la charge jusqu'à sa dissolution en 1989. Les cinq premières éditions comptent deux catégories : B et C pour moyennes et longues distances. Les hommes et les femmes sont séparés dans le palmarès mais courent les épreuves ensemble. Le titre de champion de France est attribué suivant les résultats du triathlète sur toutes les épreuves de l'année, qui distribuaient un nombre de point relatif à leur renommée. Mais ce nombre d'épreuves dépasse la centaine en 1989, rendant la classification très compliquée.

### Réorganisations sous l'égide de la FFTri (1990-1997)

#### Professionnalisation des athlètes
Après la création de la FFTri en 1990, le système est modifié. Les catégories B et C sont remplacées par des épreuves dites Moyenne Distance (MD) ou Longue Distance (LD). À partir de 1992, le titre est attribué non plus sur un ensemble d'épreuves, mais sur une course sèche. Cette course est organisée le 17 mai 1992 à Monteux, sur la moyenne distance : 2 500 m de natation, 80 km de cyclisme et 20 km de course à pied. Elle alterne avec la course de longue distance (triathlon complet), correspondant quant à elle à 3 800 m de natation, 180 km de cyclisme et 42,195 km de course à pied (soit un marathon).

#### Professionnalisation de l'encadrement
Depuis ses débuts, le triathlon est considéré comme un effort individuel. Bien que les départs soient groupés, il est formellement interdit de pratiquer le « drafting » durant la partie cycliste, qui consiste à profiter de l'aspiration créée par le concurrent précédent. Lors des premiers triathlons, les écarts entre participants sont assez importants, mais l'absence de contrôles durant la course pousse certains à de premières tricheries. La règle généralement acceptée par les triathlètes est celle du « pas vu, pas pris ». L'arrivée d'officiels chargés de l'arbitrage se fait difficilement, même parmi les compétitions élites. Le championnat de France masculin sur distance olympique à Quimper le 7 août 1994 marque un tournant. Sortis en tête après la transition entre natation et cyclisme, Philippe Méthion et Olivier Marceau creusent un peu plus l'écart en se relayant et usant du drafting. Ils ne seront pas rejoints après la course à pied, grâce à laquelle Méthion s'impose. Derrière, Sylvain Dafflon attaque sur son vélo. Jamais rejoint par ses poursuivants, il le doit autant à son incroyable performance qu'à l'intervention des commissaires. En effet, Vincent Bavay et Patrick Girard, entre autres, font l'effort dans la principale difficulté du parcours pour se détacher d'un peloton d'une vingtaine de coureurs et revenir sur Dafflon. Mais en haut de la côte, les arbitres forment un barrage pour leur infliger un stop-and-go. Dix kilomètres plus loin, la sanction est répétée alors que le peloton de trente coureurs est toujours présent, ceux-ci ne pouvant se départager. Pour protester, ils finissent par un « jogging collectif » sur l'épreuve de course à pied dans les rues de Quimper. Si la Fédération menace les coureurs de sanctions, celles-ci n'ont pas été données au niveau fédéral, mais au niveau des Ligues régionales. En Île-de-France, six triathlètes (parmi lesquels Bavay et Girard) sont condamnés à un stage d'arbitrage et à officier comme arbitres en courses. Le point final au dossier est apporté indirectement par le CIO, qui accorde le statut de sport olympique au triathlon le 3 septembre 1994 mais impose la suppression de l'interdiction du drafting. Cette règle est définitivement abandonnée sur les épreuves élites le 4 août 1996, pour les championnats de France courte distance à Bessines, avant de concerner aussi la longue distance à partir de 1997.

## Distances
Les distances parcourues, de même que leur dénomination, ont changé à plusieurs reprises depuis la première édition du championnat de France. Mais trois formats ont été utilisés successivement. La dernière réforme des dénominations date de 2012,, et définit :
- La catégorie L ou distance L, anciennement nommée catégorie B ou Moyenne Distance (MD), correspond à 3 000 m de natation, 80 km de cyclisme et 20 km de course à pied ;
- La catégorie XL ou distance XL, anciennement nommée catégorie C ou Longue Distance (LD), correspond à 4 000 m de natation, 120 km de cyclisme et 30 km de course à pied ;
- La catégorie XXL ou distance XXL, anciennement et brièvement nommée triathlon complet, correspond à la distance Ironman, constituée de 3 800 m de natation, 180 km de cyclisme et 42,195 km de course à pied (soit un marathon).

## Organisation
Les épreuves qui servent de support à la compétition sont la plupart du temps des épreuves sur longue distance faisant partie du calendrier des triathlons longue distance en France. Les organisateurs qui souhaitent postuler à l'accueil de la course pour délivrer le titre national doivent répondre à un cahier des charges très précis fourni par la Fédération française de triathlon. Après études et acceptation, le label « championnat de France longue distance » est accordé pour deux années consécutives à l'organisateur ayant répondu le plus précisément aux conditions du cahier des charges. La course est organisée sur la distance L dans un format mixte. En 2013 et 2014, c'est le Chtriman 113 à Gravelines, dans le Nord de la France, qui sert de support au championnat avec un profil de course à faible dénivelé et plus « roulant ». Pour 2015 et 2016, ce sont les 9e et 10e éditions du triathlon de Baudreix, près de Pau dans les Pyrénées, qui sont le support du championnat, le  profil de course étant pour ces éditions de « type montagne ».

## Palmarès
| Année | Lieu                  | Catégorie            | Hommes                                   | Hommes                                   | Hommes            | Catégorie | Femmes                 | Femmes               | Femmes                 |  |                  |                    |                 |
| ----- | --------------------- | -------------------- | ---------------------------------------- | ---------------------------------------- | ----------------- | --------- | ---------------------- | -------------------- | ---------------------- |  | ---------------- | ------------------ | --------------- |
| Année | Lieu                  | Catégorie            | 1986                                     |                                          | B                 | Catégorie | Philippe Méthion       | Jean-Claude Cauchois | Georges Belaubre       |  | Chantal Malherbe | Anne-Marie Rouchon | Chantal Fortier |
|       | C                     | Philippe Méthion (2) | 1986                                     |                                          |                   |           | Nadia Cédolin          |                      |                        |  |                  |                    |                 |
| 1987  |                       | B                    | Serge Lecrique                           | Philippe Méthion                         | Hervé Niquet      | B         | Chantal Malherbe (2)   | Élisabeth Poncelet   | Anne-Marie Rouchon     |  |                  |                    |                 |
| 1988  |                       | B                    | Jean-Claude Cauchois                     | Bernard Aygoui                           | Éric Plantin      | B         | Élisabeth Poncelet     | Anne-Marie Rouchon   | Gisèle Breuil-Bozzo    |  |                  |                    |                 |
| 1988  |                       | C                    | Yves Cordier                             | Gerard Honnorat                          | Rodolphe Retrain  | C         | Élisabeth Poncelet (2) | Marie-Paule Grab     | Gisèle Breuil-Bozzo    |  |                  |                    |                 |
| 1989  |                       | B                    | Serge Lecrique (2)                       | Didier Lafarge                           | Denis Véron       | B         | Sylvie Meignin         | Claudie Dupouy       | Martine Beloeil        |  |                  |                    |                 |
| 1989  |                       | C                    | Éric Plantin                             | Éric Flamand                             | Gilles Mamessier  | C         | Élisabeth Poncelet (3) | Martine Come         | Viviane Lafont         |  |                  |                    |                 |
| 1990  |                       | B                    | Serge Lecrique (3)                       | Jean-Luc Capogna                         | Didier Lafarge    | B         | Anne-Marie Rouchon     | Sylvie Obe           | Marie-Pierre Cami      |  |                  |                    |                 |
| 1990  |                       | C                    | Éric Plantin (2)                         | Éric Flamand                             | Denis Véron       | C         | Dominique Damiani      | Marie-Paule Grab     | Sylvie Dupuy           |  |                  |                    |                 |
| 1991  |                       | MD                   | Denis François                           | Serge Rivière                            | Bruno Ferrat      | MD        | Sylvie Meignin         | Élisabeth Poncelet   | Marie-Paule Grab       |  |                  |                    |                 |
| 1991  |                       | LD                   | Gérard Honnorat                          | Serge Lecrique                           | Bruno Ferrat      | LD        | Élisabeth Poncelet (4) | Anne-Marie Rouchon   | Sophie Auboiroux       |  |                  |                    |                 |
| 1992  | Arcachon              | MD                   | Yves Cordier (2)                         | Serge Lecrique                           | Philippe Méthion  | MD        | Anne-Marie Rouchon (2) | Virginie Lafargue    | Sylvie Meignin         |  |                  |                    |                 |
| 1992  | Embrun                | LD                   | Serge Rivière                            | Éric Plantin                             | Gérard Honnorat   | LD        | Dominique Damiani (2)  | Sophie Auboiroux     | Emmanuelle Grisius     |  |                  |                    |                 |
| 1993  | Val-de-Reuil          | LD                   | Pierre Houseaux                          | Jean-Claude Cauchois                     | Stéphane Bécue    | LD        | Élisabeth Poncelet (5) | Anne-Marie Rouchon   | Blandine Lefèbvre      |  |                  |                    |                 |
| 1994  | Val-de-Reuil          | LD                   | Christophe Buquet                        | Jean-Claude Cauchois                     | Jean-Roger Pons   | LD        | Béatrice Mouthon       | Catherine Houseaux   | Anne-Marie Rouchon     |  |                  |                    |                 |
| 1995  | Lac de Vouglans       | LD                   | Didier Lafargue                          | Stéphan Bignet                           | Christophe Bastie | LD        | Isabelle Mouthon       | Anne-Marie Rouchon   | Catherine Houseaux     |  |                  |                    |                 |
| 1996  | Perros-Guirec         | LD                   | Philippe Méthion (3)                     | Sylvain Le Bris                          | Cyrille Neveu     | LD        | Blandine Lefebvre      | Véronique Chastel    | Catherine Houseaux     |  |                  |                    |                 |
| 1997  | Saint-Jean-de-Luz     | LD                   | Philippe Lie                             | René Rovera                              | Gilles Reboul     | LD        | Véronique Chastel      | Maud Martin          | Catherine Houseaux     |  |                  |                    |                 |
| 1998  | Gérardmer             | MD                   | Patrick Vernay                           | Gaël Mainard                             | Stéphan Bignet    | MD        | Sophie Delemer         | Béatrice Mouthon     | Maud Martin            |  |                  |                    |                 |
| 1999  | Gérardmer             | MD                   | Gilles Reboul                            | Patrick Vernay                           | Cyrille Neveu     | MD        | Estelle Patou          | Hélène Salomon       | Maud Martin            |  |                  |                    |                 |
| 2000  | Toulouse              | MD                   | Patrick Vernay (2)                       | Gilles Reboul                            | Laurent Jeanselme | MD        | Cédrine Soulet         | Estelle Patou        | Isabelle Liadouze      |  |                  |                    |                 |
| 2001  | Nice                  | LD                   | Gilles Reboul (2)                        | Xavier Galea                             | Christophe Hamard | LD        | Sophie Delemer (2)     | Hélène Salomon       |                        |  |                  |                    |                 |
| 2002  | Cublize               | MD                   | Cyrille Neveu                            | Gilles Reboul                            | Gaël Mainard      | MD        | Hélène Salomon         | Audrey Cléau         | Catherine Houseaux     |  |                  |                    |                 |
| 2003  | Cublize               | MD                   | Patrick Vernay (3)                       | Christophe Bastie                        | Julien Loy        | MD        | Audrey Cléau           | Estelle Patou        | Isabelle Ferrer        |  |                  |                    |                 |
| 2004  | Lorient               | MD                   | François Chabaud                         | Julien Loy                               | Xavier Le Floch   | MD        | Audrey Cléau (2)       | Isabelle Ferrer      | Estelle Patou          |  |                  |                    |                 |
| 2005  | Lorient               | MD                   | Stéphan Bignet et Charly Loisel ex aequo | Stéphan Bignet et Charly Loisel ex aequo | François Chabaud  | MD        | Estelle Patou (2)      | Isabelle Ferrer      | Estelle Leroi          |  |                  |                    |                 |
| 2006  | Gérardmer             | LD                   | Julien Loy                               | Hervé Faure                              | Gilles Reboul     | LD        | Johanna Daumas         | Audrey Cléau         | Estelle Leroi          |  |                  |                    |                 |
| 2007  | Gérardmer             | LD                   | Stéphan Bignet (2)                       | Charly Loisel                            | Gilles Reboul     | LD        | Delphine Pelletier     | Audrey Cléau         | Estelle Patou          |  |                  |                    |                 |
| 2008  | Belfort               | MD                   | Stéphan Bignet (3)                       | François Chabaud                         | Charly Loisel     | MD        | Christel Robin         | Delphine Pelletier   | Caroline Perrin        |  |                  |                    |                 |
| 2009  | Belfort               | LD                   | Sylvain Sudrie                           | Sébastien Berlier                        | Stéphane Poulat   | LD        | Delphine Pelletier (2) | Isabelle Ferrer      | Estelle Leroi          |  |                  |                    |                 |
| 2010  | Dijon                 | MD                   | Stéphane Poulat                          | François Chabaud                         | Sylvain Sudrie    | MD        | Delphine Pelletier (3) | Johanna Daumas       | Sabrina Godard         |  |                  |                    |                 |
| 2011  | Dijon                 | MD                   | Sylvain Sudrie (2)                       | Julien Loy                               | Stéphane Poulat   | MD        | Delphine Pelletier (4) | Juliette Benedicto   | Sabrina Godard         |  |                  |                    |                 |
| 2012  | Calvi                 | L                    | Sylvain Sudrie (3)                       | Hervé Faure                              | Jérémy Jurkiewicz | L         | Jeanne Collonge        | Alexandra Louison    | Camille Donat          |  |                  |                    |                 |
| 2013  | Calvi                 | L                    | Sylvain Sudrie (4)                       | Hervé Faure                              | Nicolas Fernandez | L         | Delphine Pelletier (5) | Alexandra Louison    | Anaïs Robin            |  |                  |                    |                 |
| 2014  | Gravelines            | L                    | Sylvain Sudrie (5)                       | Antony Costes                            | Cyril Viennot     | L         | Isabelle Ferrer        | Sabrina Godard       | Alexandra Roucher      |  |                  |                    |                 |
| 2015  | Gravelines            | L                    | Frédéric Belaubre                        | Arnaud Guilloux                          | Manuel Roux       | L         | Charlotte Morel        | Sabrina Godard       | Julie Le Colleter      |  |                  |                    |                 |
| 2016  | Baudreix              | L                    | Jean-Eudes Demaret                       | Sébastien Fraysse                        | Arnaud Guilloux   | L         | Charlotte Morel (2)    | Manon Genêt          | Céline Bousrez         |  |                  |                    |                 |
| 2017  | Dijon                 | L                    | Valentin Rouvier                         | Jeremy Jurkiewicz                        | Kevin Rundstadler | L         | Charlotte Morel (3)    | Sabrina Monmarteau   | Isabelle Ferrer        |  |                  |                    |                 |
| 2018  | Gorges de l'Ardèche   | L                    | Sébastien Fraysse                        | Titouan Scheunemann                      | Manuel Roux       | L         | Céline Bousrez         | Alice Meignié        | Léna Berthelot Moritz  |  |                  |                    |                 |
| 2019  | Villefranche-de-Panat | L                    | Sébastien Fraysse (2)                    | Arnaud Chivot                            | Dylan Magnien     | L         | Aurélia Boulanger      | Inès Van der Linden  | Sylvie Morin           |  |                  |                    |                 |
| 2020  | Cagnes-sur-mer        | L                    | Mathis Margirier                         | Clément Mignon                           | Dylan Magnien     | L         | Jeanne Collonge        | Justine Mathieux     | Julie Iemmolo          |  |                  |                    |                 |
| 2021  | Cagnes-sur-mer        | L                    | Clément Mignon                           | Sam Laidlow                              | William Mennesson | L         | Manon Genet            | Marjolaine Pierré    | Christel Robin         |  |                  |                    |                 |
| 2022  | La Salvetat-sur-Agout | L                    | Mathis Margirier (2)                     | Brice Hacquart                           | Marc Fernandes    | L         | Léna Vaillier-François | Charlotte Faivre     | Virginie Lemay         |  |                  |                    |                 |
| 2023  | La Salvetat-sur-Agout | L                    | Brice Hacquart                           | Théotime Lawson                          | Florent Lefebvre  | L         | Charlotte Faivre       | Justine Guérard      | Léna Vaillier-François |  |                  |                    |                 |
| 2024  | Vichy                 | L                    | Kevin Rundstadler                        | Julien Hagen                             | Valentin Rouvier  | L         | Charlène Clavel        | Charlotte Faivre     | Jeanne Collonge        |  |                  |                    |                 |
| 2025  | Vichy                 | L                    |                                          |                                          |                   |           |                        |                      |                        |  |                  |                    |                 |